# ベスタクス
ベスタクス株式会社（Vestax）は、かつて存在した日本の音楽機材メーカー・ブランド名である。

## 概要
ブランド名Vestaxの社名上表記は「ベスタクス」である。主にDJ関連の機材を製造して販売していた。海外ギターの模倣商品が多いギターメーカーが多かった中で国産オリジナルギターメーカーとして評価された。民生用からプロ用途まで製品群を広く揃え、DJミキサーなどを愛用するDJも多く、いわゆる『イカ天』世代や2000年代に入ってからクラブシーンでDJの音楽パフォーマンスを楽しんだ20～30代のグループから支持された。2002年3月期の売上高は約25億1400万円となったが、創業者の椎野秀聰は音楽が身近に溢れる社会を息苦しく感じ、仕事にストレスを覚え、拡大路線を目指す他の経営メンバーと意見が相違したこともあって2002年に欧州、米国事業を担当していた中間俊秀に経営を譲り、自身は代表権のない取締役に退いた。カリスマ的存在であった椎野が去って以降、音楽市場の縮小、安価な外国製品の台頭、CDからデジタルプレイヤーへと音源や音響機器の形態が目まぐるしくかわっていったことなどから、業績が悪化。経営不振により資金繰りが悪化した他、2014年8月には移行作業と称して修理サポート業務を一時休止し、同年9月に事業を停止。同年12月5日に東京地方裁判所から破産手続き開始の決定を受けた。負債総額は9億5500万円。
ベスタクスは2018年3月27日に法人格が消滅した。

## 歴史
- 1977年 - ESPを創業して2年後に退いた楽器設計コンサルタントの椎野秀聰が、楽器の設計製造、販売、貿易を主な目的として「株式会社椎野楽器設計事務所」を設立する。
- 1978年 - エレクトリック・ギターとコンポーネント・アンプの製造を開始する。渋谷に自社ショップ「PACO」を開店して「ベスタグラハム」と「キャンベル」のブランド名で高級エレクトリック・ギターを製造して販売する[5]。日本で初めて楽器用プリアンプの製造に着手し、輸出入業務を開始する。
- 1980年 - 全米楽器商組合のメンバーとなり、NAMM国際見本市に出展する。米国ロードランナー社の日本代理店となる。ラックマウント式エフェクトの生産を開始する。アメリカに駐在員事務所を設立する。
- 1981年 - 「有限会社シイノ・エレクトロニクス」を設立する。
- 1982年 - 社名を「椎野總業株式会社」と変更し、他社メーカーへOEM生産を開始する。
- 1984年 - マルチトラック・レコーダーの生産を開始する。
- 1985年 - フランクフルトミュージックショーにデジタルキーボードを出展する。小売部門を分離独立させて「パコ・コーポレーション」を設立し、ギターエフェクトなどの新ブランド「ベスタファイヤーU.S.A.」を設立する。
- 1986年 - 長野県安曇郡にデジタル機器の専門工場を設立し、「シイノ・エレクトロニクス」を「有限会社ベスタケイゾニカ」と改める。
- 1987年 - 社名を「ベスタクス株式会社」に変更[3]。オールジャパンオープンDJバトルコンテスト主催する。
- 1988年 - サウンドエフェクター、及び、コンパクトマルチトラック・レコーダーのOEM生産を開始する。
- 1989年 - 「VESTAX (EUROPE) LTD.」をイギリスに設立する[3]。
- 1991年 - DJミキサーPMC-20が90年度のヨーロッパベストミキサーオブザイヤーに選ばれる。米国フェアフィールドに「ベスタクスエレクトロニクス」を設立する[3]。
- 1992年 - DJミキサーPMC-60、PMC-40、モニタースピーカーVS-1P、VT9000PROワイヤレスシステムがアルベールビルオリンピックの指定機種となり各会場に導入される。CDプレーヤー、CDリスニングシステム、LDシステムの製造を開始する。
- 1993年 - DJミキサーPMCシリーズが3年連続でベストミキサーオブザイヤーに選出される。
- 1994年 - DJミキサーPMC-60、PMC-40、モニタースピーカーVS-1P、VT9000PROワイヤレスシステムがリレハンメルオリンピックの指定機種となり各会場に導入される。ハードディスク・レコーダー、HDR-4、HDR-6を「VESTAX  MUSICAL ELECTRONICS」で生産を開始する。MDリスニングシステムを発表し、ターンテーブルシリーズを発売開始する。
- 1997年 - アクティブオーディオ商品として、AA-88及びVRM-1を発表する。 PDT-5000がヨーロッパベストターンテーブルオブザイヤーを受賞する。
- 1998年 - PMC-17Aがヨーロッパベストミキサーオブザイヤーを受賞する。
- 1999年 - PDX-a1Sがヨーロッパベストターンテーブルオブザイヤーを受賞する。アナログレコード製作用のカッティングマシンVRX-2000を発表する。
- 2000年 - ターンテーブルPDX-2000を発売する。PMC-170Aがベストミキサーオブザイヤーを受賞する。
- 2001年 - イギリスのDJアワードで、PMC-07PROとPMC-270がベストミキサー、PDX-2000がベストターンテーブル、VRX-2000がモスト・イノベイティブ・プロダクト、をそれぞれ受賞する。
- 2002年 - のちにグッドデザイン賞を受賞したロータリーミキサーR-1 Premiumを発表する。
- 2003年 - DJカルチャーの発信基地「VESTAX TO THE CORE」 とプレミアムリサイクルショップ「PACO」を統合し、渋谷道玄坂上に新たなショップを設ける。
- 2004年 - DJ Q-Bertとコラボレーションして、ミキサーとターンテーブルが一体化したQFOを発表する。
- 2006年 - のちにグッドデザイン賞受賞したデジタルDJコントローラ VCI-100を発表し、パソコンによるDJプレイを提案する。
- 2007年 - デジタルDJコントローラ VCM-100、オーディオ・インターフェイス VAI-40を発表する。
- 2008年 - GUBERブランドでコンシューマ向けオーディオシステムとしてUSBターンテーブル、プリメインアンプ、スピーカーを発売する。のちにグッドデザイン賞を受賞したデジタルDJコントローラ VCI-300を発表する。
- 2014年 - 8月31日に営業を停止し、12月5日に東京地裁より破産手続開始決定を受ける[1][2]。負債総額はおよそ9億円である。
- 2018年 - 法人格消滅。

## 経営破綻時点での主な機種

### ターンテーブル

#### DJ向けターンテーブル
- PDX-2000
- PDX-2000 MkII
- PDX-2300
- PDX-3000
- PDX-3000Mix
- PDX-3000 MkII

#### 一般向けレコードプレーヤー
- handytraxシリーズ

### DJミキサー
- PMC-05シリーズ
- PMC-280
- PMC-580Pro
- PMC-CX（[カール・コックス]モデル）

### MIDIコントローラ
- VCI-100
- VCM-100
- VCI-300
- VCI-380
- VCI-400
- VCM-600
- TR-1
- Spin
- Typhoon

## 注
1. 1 2 3 4 5 6 7  大型倒産速報 ベスタクス株式会社帝国データバンク 2014年12月10日（2015年2月2日のキャッシュ）
2. 1 2 3 4 5 6  TSR速報 ベスタクス（株）東京商工リサーチ 2014年12月10日
3. 1 2 3 4  藤森徹『あの会社はこうして潰れた』日本経済新聞出版社、2017年4月10日初版、129-134頁、 ISBN 9784532263379。
4. ↑  ベスタクス株式会社国税庁法人番号公表サイト
5. ↑  椎野秀聰『僕らが作ったギターの名器』文春新書、2010年、152-156ページ